# 调和平均数
调和平均数（英語：harmonic mean），是求一组数值的平均数的方法中的一种，一般是在計算平均速率時使用。
调和平均数是將所有數值取倒數並求其算術平均數後，再將此算術平均數取倒數而得，其結果等於數值的個數除以數值倒數的總和。一組正數{\displaystyle x_{1},x_{2},\cdots ,x_{n}}的调和平均数{\displaystyle H}其计算公式为：
{\displaystyle H={\cfrac {n}{{\cfrac {1}{x_{1}}}+{\cfrac {1}{x_{2}}}+...+{\cfrac {1}{x_{n}}}}}.}
或者
{\displaystyle H={\cfrac {n}{\sum _{i=1}^{n}{\cfrac {1}{x_{i}}}}}}

## 二數的調和平均數
最常用的是二個正數值{\displaystyle x_{1}}, {\displaystyle x_{2}}的調和平均數{\displaystyle H}：
{\displaystyle H={\cfrac {2}{{\cfrac {1}{x_{1}}}+{\cfrac {1}{x_{2}}}}}={\cfrac {2x_{1}x_{2}}{x_{1}+x_{2}}}}
這種情形下，調和平均數{\displaystyle H}和兩數的算術平均數{\displaystyle A},
{\displaystyle A={\frac {{x_{1}}+{x_{2}}}{2}},}
及幾何平均數{\displaystyle G},
{\displaystyle G={\sqrt {{x_{1}}\cdot {x_{2}}}},}
有以下的關係。
{\displaystyle H={\frac {G^{2}}{A}}.}

## 应用
1.调和平均数可以用在相同距离但速率不同时，平均速率的计算；如一段路程，前半段时速60公里，后半段时速30公里〔两段距离相等〕，则其平均速率为两者的调和平均数40公里。
2.阿特伍德機中的張力也恰為調和平均
{\displaystyle T={\frac {2m_{1}m_{2}}{m_{1}+m_{2}}}g}
3.另外，两个电阻{\displaystyle R_{1}}, {\displaystyle R_{2}}并联后的等效电阻{\displaystyle R_{eq}}：
{\displaystyle R_{eq}={\frac {R_{1}R_{2}}{R_{1}+R_{2}}}}
恰为两电阻调和平均数的一半。
4.物理學中的減縮質量為調和平均數的一半
{\displaystyle \mu ={\frac {m_{1}m_{2}}{m_{1}+m_{2}}}}